# Fykobilin
Fykobiliner (af græsk: φύκος (phykos) = "alge" + latin: bilis = "galde") er lysopfangende molekyler, som findes i cyanobakterier og i kloroplasterne hos rødalger, glaucofytter og visse cryptomonader (men ikke i grønalger og højere planter). De er enstående blandt fotosyntesefarvestofferne, fordi de er bundet til nogle vandopløselige proteiner, der kaldes fykobiliproteiner. Fycobiliproteinerne giver lysenergien videre til klorofyl, hvorfra den indgår i fotosyntesen.
Fykobiliner er særligt effektive ved opfangningen af rødt, orange, gult og grønt lys, dvs. bølgelængder, som klorofyl A har svært ved at opfange. Det er især organismer, der lever på lavt vand, som indeholder fykobiliner, der kan opfange det gul/røde lys, mens de, der lever på dybere vand, ofte indeholder mere af den type fykobiliner, der kan opfange grønt lys, som der er forholdsvis mere af dernede.
Fykobilinerne fluorescerer ved bestemte bølgelængder, og derfor bruges de ofte som kemiske markører, f.eks. når man binder fykobilinproteiner til antistoffer i en teknik, der kaldes immunofluorescens.

## Typer
Der er fire typer af fykobiliner:
1. Fykoerytrobilin, som er rød
2. Fykourobilin, som er orange
3. Fykoviolobilin (eller fykobiliviolin), der findes i fykoerytrocyanin
4. Fykocyanobilin (eller fykobiliverdin), der er blå

De kan findes i forskellige kombinationer, hæftet til fykobiliproteiner, sådan at de giver organismen bestemte, spektroskopiske egenskaber.

## Strukturel lighed med andre molekyler
Kemisk set består fykobilinerne af en åben kæde med fire pyrrolringe (tetrapyrrol), og de svarer strukturmæssigt til galdefarvestoffet bilirubin, hvad der forklarer navnet. (Bilirubins opbygning påvirkes også af lys, noget man udnytter i lysterapi overfor nyfødte med gulsot.)
Fykobiliner er også tæt beslægtede med det lysbærende stof i plantefarvestoffet fytokrom, der ligeledes består af en åben kæde med fire pyrrolringe.
Klorofylfarvestofferne er også sammensat af fire pyrroler, men dér er de ordnet i en ring, som rummer et metalatom i sit centrum.